# 北义井乡
北义井乡，是中华人民共和国山西省忻州市忻府区下辖的一个乡镇级行政单位。

## 行政区划
北义井乡下辖以下地区：
北胡村、安邑村、南义井村、北义井村、真檀村、曹家庄村、高家庄村和张庄村。